# Lijst van kaiju in films van Toho
Dit is een lijst van de kaiju die voorkomen in de Godzilla-films en andere kaijufilms van de Japanse studio Toho.

## Amano Shiratori
Amano Shiratori (アマノシラトリ) komt voor in de film Yamato Takeru.

### Media

#### Filmografie
- Yamato Takeru

## Baragon
Baragon (バラゴン) is een enorme Therapsida. Hij wordt vooral gekenmerkt door zijn lichtgevende hoorn, die als zijn voornaamste wapen dient. Verder kan hij vuur spuwen en is een meester in springen en graven.
Baragon maakte zijn debuut niet in een Godzillafilm, maar in de film Frankenstein Conquers the World. In deze film was hij de tegenstander van een Kaiju gebaseerd op het monster van Frankenstein. Uiteindelijk werden ze beide vernietigd door een aardbeving.
Baragon deed zijn intrede in de Godzilla-films in Destroy All Monsters. Hierin was hij een van de vele monsters die door een buitenaards ras werd aangezet tot het aanvallen van de aarde. Zijn doel was om de alienbase in Mount Fuji te bewaken. Aan het eind van de film hielp hij mee King Ghidorah te verslaan.
Hij keerde uiteindelijk weer terug in de film Godzilla, Mothra and King Ghidorah: Giant Monsters All-Out Attack als een van de drie Guardian Monsters die Japan verdedigen. Hij was de eerste van de drie die met Godzilla vocht, maar werd door hem verslagen.
Baragon was in de film Godzilla: Final Wars even te zien via oud beeldmateriaal.
Baragon doet ook mee in enkele computerspellen, waaronder Godzilla: Monster of Monsters, Godzilla: Save the Earth en Godzilla: Unleashed.

### Media

#### Filmografie
- Frankenstein Conquers the World
- Destroy All Monsters
- Godzilla Island (televisieserie)
- Godzilla, Mothra and King Ghidorah: Giant Monsters All-Out Attack
- Godzilla: Final Wars (via oud beeldmateriaal)

#### Computerspellen
- Godzilla: Monster of Monsters
- Godzilla: Save the Earth
- Godzilla: Unleashed

## Barems
Barems (ベーレム) komt voor in de film Rebirth of Mothra II.

### Media

#### Filmografie
- Rebirth of Mothra II

## Bat-human
Bat-human (コウモリ人間) komt voor in de film Latitude Zero.

### Media

#### Filmografie
- Latitude Zero

## Battra
Battra (バトラ, Batora) is een enorme zwarte mot die meedeed in de film Godzilla vs. Mothra.
Net als Mothra heeft Battra een larve-vorm en een volwassen vorm. In beide vormen beschikt hij over enorme fysieke kracht. Als larve kan hij zwemmen en zich ingraven. Als mot kan hij energiestralen afvuren.
In de film werd hij eeuwen terug gemaakt door de aarde zelf om een beschaving te stoppen die een weermachine had ontwikkeld. Hij vergat zijn missie echter en werd zelf een bedreiging voor de aarde. Uiteindelijk werd hij gestopt door Mothra. Beide monsters verdwenen uiteindelijk.
In 1992 werden de eieren van Battra en Mothra gevonden. Battra zou eigenlijk in 1999 weer moeten ontwaken om een enorme meteoriet te stoppen die op de aarde afkwam, maar hij ontwaakte reeds in 1992. Hij vocht met zowel Mothra als Godzilla. Uiteindelijk spanden Mothra en Battra samen tegen Godzilla. Ze wisten hem te verslaan, en droegen hem naar zee. Maar op het laatste moment vernietigde Godzilla Battra met zijn atoomstraal. Aan het eind van de film trok Mothra de ruimte in om Battra’s taak te vervullen en de meteoor te vernietigen.
Battra komt ook voor in de videospellen Super Godzilla, Godzilla: Save the Earth en Godzilla: Unleashed,

### Media

#### Filmografie
- Godzilla vs. Mothra
- Godzilla vs. SpaceGodzilla (via oud beeldmateriaal)
- Godzilla Island (televisieserie)

#### Computerspellen
- Super Godzilla
- Godzilla: Save the Earth
- Godzilla: Unleashed

## Biollante
Biollante (ビオランテ, Biorante) is een monster ontstaan uit een kruising van lichaamscellen van Godzilla met dna van een roos. Hij deed mee in de film Godzilla vs. Biollante.
Biollante kent in de film twee vormen. In zijn eerste vorm leek Biollante nog wel het meest op een enorme roos met lianen als tentakels. In zijn tweede vorm kreeg Godzilla’s DNA de overhand. Hij had een bek gelijk aan die van een Mosasauridae en lianen die elk een bek vol tanden hadden.
Biollante werd gemaakt door de wetenschapper Dr. Shiragami, die hoopte via Biollante zijn gestoven dochter terug te krijgen. Biollantes eerste gevecht met Godzilla was onvermijdelijk daar Godzilla zijn aanwezigheid voelde. Godzilla kon Biollante in diens eerste vorm verslaan, maar toen de plant terugkeerde in zijn tweede vorm was hij een grotere uitdaging. Uiteindelijk wist Godzilla Biollante dodelijk te verwonden, maar voor hij stierf blief Biollante zijn sporen de ruimte in. Hoewel het nooit officieel is bevestigd door Toho, zijn veel fans van mening dat uit deze sporen later het monster SpaceGodzilla is ontstaan.
Biollante doet meet in de computerspellen Godzilla: Unleashed en Godzilla Unleashed: Double Smash.

### Media

#### Filmografie
- Godzilla vs. Biollante
- Godzilla vs. SpaceGodzilla (via oud beeldmateriaal)

#### Computerspellen
- Godzilla: Unleashed
- Godzilla Unleashed: Double Smash

## Dagahra
Dagahra (ダガーラ) komt voor in de film Rebirth of Mothra II.

### Media

#### Filmografie
- Rebirth of Mothra II

## Destoroyah
Destoroyah (デストロイア, Desutoroia), ook wel gespeld als Destroyah of Destroyer, is een Kaiju die voorkomt in de film Godzilla vs. Destoroyah.
Destoroyah kent meerdere vormen, maar in zijn meest bekende vorm heeft hij veel weg van een waterspuwer. Hij is ontstaan uit een aantal precambriaanse kreeftachtigen die werden blootgesteld aan de Oxygen Destroyer, het wapen waarmee de originele Godzilla in 1954 werd verslagen. Destoroyah bestaat uit meerdere microscopische levensvormen, waardoor hij zich snel kan aanpassen en razendsnel kan genezen van verwondingen.
Destoroyah staat bekend als een van Godzilla’s sterkste tegenstanders. Toen hij Japan aanviel, werd hij eerst geconfronteerd door Godzilla Junior. Junior kon hem aanvankelijk verslaan, maar Destoroyah keerde later in een sterkere vorm terug. Hij doodde Godzilla Junior, waarna Godzilla zelf met hem vocht. Godzilla vernietigde eerst Destoroyahs vaste vorm met zijn atoomstraal. Het monster splitste zichzelf daarna op in meerdere kleine monsters, die werden verslagen door Godzilla’s nucleaire puls. Toen Destoroyah weg probeerde te vliegen omdat hij dreigde te verliezen, schoot de JSDF met hun Super X II zijn vleugels kapot. Hierdoor viel Destoroyah in een lavaput, waarin hij voorgoed werd vernietigd.
Destoroyah komt ook voor in de spellen Godzilla: Destroy All Monsters Melee, Godzilla: Save the Earth, Godzilla: Unleashed en Godzilla Trading Battle.

### Media

#### Filmografie
- Godzilla vs. Destoroyah
- Godzilla Island (televisieserie)

#### Computerspellen
- Godzilla: Destroy All Monsters Melee
- Godzilla: Save the Earth
- Godzilla: Unleashed
- Godzilla Trading Battle

## Dogora
Dogora (ドゴラ) komt voor in de film Dogora the Space Monster.

### Media

#### Filmografie
- Dogora the Space Monster
- Godzilla Island (televisieserie)

## Dorats
Dorats (ドラット) komt voor in de film Godzilla vs. King Ghidorah.

### Media

#### Filmografie
- Godzilla vs. King Ghidorah

## Ebirah
Ebirah (エビラ, Ebira) is een kolossale rivierkreeft, ontstaan door radioactief afval.
Ebirah maakte zijn debuut in Godzilla vs. the Sea Monster. Hij werd door een terroristische organisatie gebruikt om schepen die te dicht bij hun eiland kwamen te vernietigen. De organisatie hield Ebirah in bedwang met behulp van een extract van een speciaal fruit dat op het eiland groeide. Ebirah werd verslagen door Godzilla, die de klauwen van het monster afrukte.
In het originele script voor Destroy all Monsters, All Monsters Attack Directive, was Ebirah één van de inwoners van Monsterland. Hij werd later vervangen 
door Anguirus. Ebirah verscheen ook in All Monsters Attack, maar via oud beeldmateriaal van zijn debuutfilm.
In de film Godzilla: Final Wars was Ebirah een van de Kaiju die onder bevel stond van de Xillians. Hij viel een fabriek vlak bij Tokio aan. Toen Godzilla opdook, spande Ebirah samen met Hedorah om Godzilla te verslaan. Desondanks werd het duo redelijk snel verslagen door Godzilla, die Ebirahs klauw gebruikte om Hedorah te doden.
Ebirah doet ook mee in de spellen Godzilla: Save the Earth en Godzilla Unleashed: Double Smash.

### Media

#### Filmografie
- Godzilla vs. the Sea Monster
- All Monsters Attack (via oud beeldmateriaal)
- Godzilla: Final Wars

#### Computerspellen
- Godzilla: Save the Earth
- Godzilla Unleashed: Double Smash

## Frankenstein
Frankenstein (フランケンシュタイン) komt voor in de film Frankenstein Conquers the World.

### Media

#### Filmografie
- Frankenstein Conquers the World

## Gabara
Gabara' (ガバラ) was de primaire antagonist in de film All Monsters Attack. In tegenstelling tot veel andere Kaiju is hij niet gebaseerd op een bestaand dier, maar lijkt nog wel het meest op een ogre of trol. In de film bevecht hij Minilla, de zoon van Godzilla. Wanneer Minilla van hem wint vecht hij met Godzilla maar wordt na een kort gevecht verslagen.
Gabara heeft nadien niet in andere films meegedaan, en komt ook niet voor in computerspellen.

### Media

#### Filmografie
- All Monsters Attack
- Go! Godman (televisieserie)
- Go! Greenman (televisieserie)

## Gaira
Gaira (ガイラ) komt voor in de film War of the Gargantuas. Hierin terroriseert hij de Japanse kust en vecht met het leger. Zijn broer Sanda komt hem redden maar beide vechten later in Tokyo.
Gaira had cameo’s in Godzilla Against Mechagodzilla en Godzilla: Final Wars.

### Media

#### Filmografie
- War of the Gargantuas
- Go! Godman (televisieserie)
- Go! Greenman (televisieserie)
- Godzilla Against Mechagodzilla (via oud beeldmateriaal)
- Godzilla: Final Wars (via oud beeldmateriaal)

## Ganimes
Ganimes (ガニメ) komt voor in de film Space Amoeba.

### Media

#### Filmografie
- Space Amoeba

## Garu-Garu
Garu-Garu (ガルガル) komt voor in de film Rebirth of Mothra.

### Media

#### Filmografie
- Rebirth of Mothra
- Rebirth of Mothra II
- Rebirth of Mothra III

## Gezora
Gezora (ゲゾラ) komt voor in de film Space Amoeba.
Naast deze film had Gezora enkel een cameo in Godzilla: Final Wars.

### Media

#### Filmografie
- Space Amoeba
- Godzilla: Final Wars (via oud beeldmateriaal)

#### Computerspellen
- Godzilla: Monster of Monsters

## Ghogo
Ghogo (ゴーゴ) komt voor in de film Rebirth of Mothra II.

### Media

#### Filmografie
- Rebirth of Mothra II

## Godzilla Junior
Godzilla Junior (ゴジラジュニア, Gojira Junia) is Godzilla’s adoptiefzoon uit de Heisei-filmreeks.
Junior maakte zijn debuut in Godzilla vs. Mechagodzilla II. Hierin werd het ei waar hij in zat gevonden in het nest van Rodan. Derhalve probeerden zowel Rodan als Godzilla Junior terug te krijgen nadat hij was meegenomen door de JSDF. Junior vormde een band met de psychisch begaafde Miki Saegusa voordat Godzilla hem meenam.
In de film Godzilla vs. SpaceGodzilla was Junior al een stuk gegroeid, en kon nu een radioactieve rookwolk spuwen. Hij werd opgesloten in een kristallen kooi door SpaceGodzilla, en bleef daar tot SpaceGodzilla verslagen was.
In Godzilla vs. Destoroyah was Junior al bijna volgroeid. Hij vocht met Destoroyah, en wist die de eerste keer te verslaan. Bij een tweede aanval werd Junior echter gedood door het monster. Nadat Godzilla’s lichaam verging in een kernexplosie, bracht de radioactiviteit Junior weer tot leven en muteerde hem tot de nieuwe Godzilla.

### Media

#### Filmografie
- Godzilla vs. Mechagodzilla II
- Godzilla vs. SpaceGodzilla
- Godzilla vs. Destoroyah
- Godzilla Island (televisieserie)
- Godzilla: Final Wars (via oud beeldmateriaal)

## Godzillasaurus
Godzillasaurus (ゴジラザウルス, Gojirazaurus) komt voor in de film Godzilla vs. King Ghidorah.

### Media

#### Filmografie
- Godzilla vs. King Ghidorah

## Gorosaurus
Gorosaurus (ゴロザウルス, Gorozaurusu) is een dinosaurusachtige kaiju.
Hij maakte zijn debuut in de film King Kong Escapes als een tegenstander van King Kong. Hierin probeerde hij Susan Watson te verslinden, maar Kong kwam tussen beiden. Hij versloeg de Gorosaurus door diens kaken open te breken.
Gorosaurus deed zijn intrede in de Godzillafilms in Destroy All Monsters. Hij werd door de Kilaaks gebruikt om Parijs aan te vallen, maar brak later los van hun controle. Hij hielp mee met de strijd tegen King Ghidorah, waarin hij als enige monster Ghidorah twee keer wist neer te halen.
Gorosaurus had ook cameos in All Monsters Attack en Godzilla vs. Gigan, maar alleen via oud beeldmateriaal.

### Media

#### Filmografie
- King Kong Escapes
- Destroy All Monsters
- All Monsters Attack (via oud beeldmateriaal)
- Godzilla vs. Gigan (via oud beeldmateriaal)
- Go! Godman (televisieserie)
- Godzilla Island (televisieserie)

## Griffioen
Griffioen (グリホン) komt voor in de film Latitude Zero.

### Media

#### Filmografie
- Latitude Zero

## H-Man
H-Man (液体人間) komt voor in de film H-Man.

### Media

#### Filmografie
- H-Man

## Hedorah
Hedorah (ヘドラ, Hedora), ook wel bekend als het smog-monster, is een kaiju uit de ruimte, die zich voedde met de vervuiling van de aarde. Hij maakte zijn debuut in de film Godzilla vs. Hedorah.
Hedorah bestond uit miljoenen kleine monsters die op elke planeet waar Hedorah kwam zich tegoed deden aan de lokale vervuiling. Hierbij vergiftigden ze het water en de lucht, zodat elke planeet onleefbaar achterbleef. Daar hij uit meerdere wezens bestond, kon Hedorah zichzelf van vorm laten veranderen en zich zo aanpassen aan vrijwel elke situatie. Zo nam hij de gedaante aan van een enorme kikker en van een vliegende schotel. Als wapen gebruikte hij vooral een sterk zuur.
Hedorah kon Godzilla aanvankelijk de baas, maar werd uiteindelijk verslagen toen een groep mensen hem verzwakte met elektroden. Door de hitte van de elektroden droogde Hedorah uit, waarna Godzilla hem kon verslaan. Toen hij eindelijk was vernietigd, had Hedorah reeds duizenden slachtoffers gemaakt met zijn gifgassen.
Hedorah keerde weer terug in Godzilla: Final Wars, waarin hij samen met Ebirah tegen Godzilla vocht. Godzilla gebruikte Ebirahs klauw om Hedorah te verwonden, waarna hij beide monsters doodde met zijn atoomstraal.
Hedorah komt ook voor in Godzilla: Destroy All Monsters Melee en Godzilla Unleashed: Double Smash.

### Media

#### Filmografie
- Godzilla vs. Hedorah
- Godzilla Island (televisieserie)
- Godzilla: Final Wars

#### Computerspellen
- Godzilla: Monster of Monsters
- Godzilla: Destroy All Monsters Melee
- Godzilla Unleashed: Double Smash

## Jet Jaguar
Jet Jaguar (ジェットジャガー, Jetto Jagā) is een robot die meedeed in de film Godzilla vs. Megalon.
Jet Jaguar werd gemaakt door de uitvinder Goro Ibuki. Hij werd aanvankelijk neergezet als een hersenloze robot onder controle van de "Seatopians". Later kreeg hij een eigen bewustzijn en hielp hij Godzilla om Megalon te verslaan.
Jet Jaguar heeft de gave om van formaat te veranderen. Derhalve is hij in de film zowel op menselijk formaat als op Godzilla’s formaat te zien. Verder kan hij vliegen en communiceren met monsters.
Jet Jaguar stond aanvankelijk ook gepland voor Godzilla: Final Wars, maar werd om onbekende reden uit het script geschreven.
Jet Jaguar doet mee in het computerspel Godzilla: Save the Earth. Verder komt hij voor in de serie Godzilla Island.

### Media

#### Filmografie
- Godzilla vs. Megalon
- Godzilla Island (televisieserie)

#### Computerspellen
- Godzilla: Save the Earth
- Godzilla: Unleashed

## Jūjin Yuki Otoko
Jūjin Yuki Otoko (獣人雪男) komt voor in de film Half Human.

### Media

#### Filmografie
- Half Human

## Kaishin Muba
Kaishin Muba (海神ムーバ) komt voor in de film Yamato Takeru.

### Media

#### Filmografie
- Yamato Takeru

## Kamacuras
Kamacuras (カマキラス, Kamakirasu) is een kolossale bidsprinkhaan.
Kamacuras maakte zijn debuut in Son of Godzilla. Hierin kwamen meerdere van zijn soort voor. Allemaal waren het bidsprinkhanen die door een gefaald weerexperiment tot hun enorme formaat werden vergroot. De meeste Kamacuras werden vernietigd door Godzilla, maar 1 kon ontsnappen. Deze Kamacuras werd later gedood door Kumonga.
In All Monsters Attack had hij een cameo en in Godzilla vs. Gigan was hij te zien op Monstereiland via oud beeldmateriaal.
Kamacuras deed ook mee in Godzilla: Final Wars als een van de monsters onder controle van de Xilians. Hij bevocht Godzilla in Japan, en werd door hem gedood.

### Media

#### Filmografie
- Son of Godzilla
- All Monsters Attack
- Godzilla vs. Gigan (via oud beeldmateriaal)
- Godzilla Island (televisieserie)
- Godzilla: Final Wars

## Kamoebas
Kamoebas (カメーバ, Kameeba) is is een op een schildpad lijkend monster.
Kamoebas maakte zijn debuut in Space Amoeba.
Kamoebas deed zijn intrede in de Godzillafilms in Godzilla: Tokyo S.O.S. als een karkas.

### Media

#### Filmografie
- Space Amoeba
- Go! Godman (televisieserie)
- Godzilla: Tokyo S.O.S.

## King Caesar
King Caesar (キングシーサー, Kingu Shīsā) (ook wel gespeld als King Seesar or King Seeser) is een kaiju die nog wel het meest lijkt op een kruising tussen een leeuw en een hond. Hij is erg atletisch, en beschikt over ongelooflijke snelheid. Tevens kan hij energieaanvallen van vijandige monsters absorberen in zijn ogen, en vervolgens terugschieten.
King Caesar maakte zijn debuut in Godzilla vs. Mechagodzilla. Hierin was hij een van de twee monsters die volgens een oude legende de aarde zouden verdedigen tegen een derde monster. Dit derde monster was Mechagodzilla. King Caesar was aanvankelijk een standbeeld, dat tot leven kon worden gewekt via een speciaal ritueel. Samen met Godzilla bevocht hij Mechagodzilla, en het duo versloegen de robot.
King Caesar had tevens een rol in Godzilla: Final Wars, als een van de monsters onder controle van de Xillians. Hij vocht samen met Rodan en Anguirus tegen Godzilla, maar werd door hem verslagen. Wel liet Godzilla King Caesar in leven.
King Caesar doet mee in de spellen Godzilla, King of the Monsters! en Godzilla: Unleashed.

### Media

#### Filmografie
- Godzilla vs. Mechagodzilla
- Terror of Mechagodzilla (via oud beeldmateriaal)
- Godzilla Island (televisieserie)
- Godzilla: Final Wars

#### Computerspellen
- Godzilla, King of the Monsters!
- Godzilla: Unleashed

## Kumasogami
Kumasogami (クマソガミ) komt voor in de film Yamato Takeru.

### Media

#### Filmografie
- Yamato Takeru

## Kumonga
Kumonga (クモンガ) is een kolossale spin. Hij maakte zijn debuut in Son of Godzilla.
Kumonga kan webben weven en beschikt over een giftige angel. Verder kan hij ver springen.
Kumonga vernietigde in Son of Godzilla eerst een van de drie Kamacuras, en stortte zich vervolgens op Minilla. Godzilla kwam tussenbeiden, en samen konden ze Kumonga verslaan.
Kumonga deed ook mee in Destroy All Monsters, waarin hij onder controle kwam te staan van de Kilaaks. In de climax van de film vocht hij mee tegen King Ghidorah.
In de film All Monsters Attack vocht Kumonga met Godzilla, maar dit was oud beeldmateriaal.
Kumonga’s vierde en laatste filmoptreden was in Godzilla: Final Wars. Hierin vocht hij met Godzilla in Nieuw-Guinea. Aanvankelijk kon hij Godzilla inspinnen, maar Godzilla wist een van de webdraden te pakken en gebruikte die om Kumonga weg te slingeren. Hij verdween over de horizon en werd niet meer gezien. Het is derhalve niet bekend of hij de klap heeft overleefd of niet.

### Media

#### Filmografie
- Son of Godzilla
- Destroy All Monsters
- All Monsters Attack (via oud beeldmateriaal)
- Godzilla vs. Gigan (via oud beeldmateriaal)
- Godzilla: Final Wars

## Maguma
Maguma (マグマ) komt voor in de film Gorath.

### Media

#### Filmografie
- Gorath

## Manda
Manda (マンダ) is een kaiju gebaseerd op een serpent of Chinese Draak. Hij maakte zijn debuut in de film Atragon, waarin hij vocht met een geavanceerde duikboot, de Gotengo.
Manda deed zijn intrede in de Godzillafilms in Destroy All Monsters. Manda werd net als de andere monsters in de film tijdelijk overgenomen door de Kilaaks en vernietigde Londen maar kon later ontsnappen aan hun controle. Hij deed niet mee in de laatste strijd met King Ghidorah.
Manda had cameo’s in All Monsters Attack en Terror of Mechagodzilla.
In Godzilla: Final Wars had Mand een kleine rol als tegenstander van Gotengo, door wie hij gedood werd.

### Media

#### Filmografie
- Atragon
- Destroy All Monsters
- All Monsters Attack (via oud beeldmateriaal)
- Terror of Mechagodzilla (via oud beeldmateriaal)
- Godzilla: Final Wars

## Matango
Matango (マタンゴ) komt voor in de film Matango.

### Media

#### Filmografie
- Matango

## Mechani-Kong
Mechani-Kong (メカニコング) komt voor in de film King Kong Escapes. Hierin is hij een robotversie van King Kong gebouwd door Dr. Who. Wanneer hij zijn missie faalt en King Kong ontsnapt, stuurt Dr. Who hem naar Tokyo om Kong te confronteren. Beide beklimmen Tokyo Tower en Mechani-Kong valt op van de toren op de straat, waar hij ontploft.

### Media

#### Filmografie
- King Kong Escapes

## Megalon
Megalon (メガロ, Megaro) is een Kaiju gebaseerd op een kever. Hij deed enkel mee in de film Godzilla vs. Megalon, waarin hij de primaire antagonist was.
Megalon lijkt op een kruising tussen een kakkerlak en een neushoornkever. Zijn voorarmen zijn twee sterke boren die hij als wapens gebruikt. Hij kan bliksem afschieten van zijn hoorn, en napalmbommen] uit zijn bek. Verder kan hij vliegen en zichzelf ingraven.
Megalon was de bewaker van een onderzees koninkrijk genaamd Seatopia. Hij werd eropuit gestuurd om Japan, die in de buurt van het koninkrijk atoomproeven had gehouden, te vernietigen. Hij vormde een alliantie met Gigan, en vocht met hem tegen Godzilla en Jet Jaguar. Megalon werd niet vernietigd, maar groef zich in en werd niet meer teruggezien.
Megalon staat bekend als een van de minst populaire kaiju die Toho heeft bedacht. Vooral zijn kostuum was een groot punt van kritiek. Fans vonden hem meer thuishoren in een televisieserie dan in een film.
Ondanks dat hij maar in 1 film meedeed, is Megalon wel een favoriet personage voor de Godzilla computerspellen. Hij doet mee in Godzilla: Destroy All Monsters Melee, Godzilla: Domination!, Godzilla: Save the Earth, en Godzilla: Unleashed.
Megalon stond wel gepland voor Godzilla: Final Wars maar werd uit het script geschreven.

### Media

#### Filmografie
- Godzilla vs. Megalon
- Godzilla Island (televisieserie)

#### Computerspellen
- Godzilla: Destroy All Monsters Melee
- Godzilla: Domination!
- Godzilla: Save the Earth
- Godzilla: Unleashed

## Meganulon
De Meganulon (メガヌロン, Meganuron) zijn een ras van enorme prehistorische insecten (vgl. Meganeura) die voor het eerst voorkomen in de film Rodan. Ze zijn ongeveer zo groot als auto’s.
De Meganulon verschenen voor het eerst in een Godzillafilm, in Godzilla vs. Megaguirus. Hierin kwamen ze via een dimensionele poort naar het heden. Ze legden eieren waaruit de Meganula en de koningin Megaguirus kwamen.

### Media

#### Filmografie
- Rodan
- Godzilla vs. Megaguirus

### Meganula
Meganula (メガニューラ, Meganyuura)
De volgende stap in de ontwikkeling van de Meganulon. Alle Meganulon transformeren na een tijdje in Meganula. Als Meganula kunnen ze vliegen, en drinken bloed van andere wezens. Ze tapten wat bloed van Godzilla af om aan hun koningin te geven.

### Media

#### Filmografie
- Godzilla vs. Megaguirus

### Megaguirus
Megaguirus (メガギラス, Megagirasu)
De Meganulon-koningin. Ze kan vliegen op supersonische snelheid. Haar vleugels zijn sterk genoeg om door staal en beton te breken. Ze kan geluidsgolven maken die alle elektrische apparatuur lamleggen, en beschikt over een angel. Via deze angel kan ze energie aftappen van haar tegenstander, en deze energie als een plasma-bol afvuren.
Naast de film “Godzilla vs. Megaguirus” deed Megaguirus ook mee in Godzilla: Save the Earth en Godzilla: Unleashed. In Godzilla: Final Wars wordt ze even gezien via oud beeldmateriaal.

### Media

#### Filmografie
- Godzilla vs. Megaguirus
- Godzilla: Final Wars (via oud beeldmateriaal)

#### Computerspellen
- Godzilla: Save the Earth
- Godzilla: Unleashed

## Minilla
Minilla (ミニラ, Minira), of Minya, was Godzilla’s adoptiefzoon in de Showa-filmreeks. Hij maakte zijn debuut in Son of Godzilla.
Minilla is ongeveer 1/3e van Godzilla’s lengte. Hij werd geboren op Solgell Island, waar zijn ei werd opgebroken door de Kamacuras. Samen met Godzilla versloeg hij de spin Kumonga.
Minilla had een cameo in Destroy All Monsters en doodde het laatste hoofd van king Ghidorah, maar speelde weer een grotere rol in All Monsters Attack. In deze film had hij de gave om te krimpen tot menselijk formaat, en om met mensen te praten. Deze film speelde zich echter geheel af in de fantasiewereld van een kind, dus het is mogelijk dat de Minilla uit “Son of Godzilla” dit niet kan.
Minilla is vooral bekend om het feit dat bij zijn pogingen tot het spuwen van een atoomstraal (zoals Godzilla dat kan), hij enkel radioactieve rookkringetjes kon produceren tot Godzilla op zijn staart ging staan.
Minilla verschijnt tevens aan het eind van de film Godzilla: Final Wars. Zijn oorsprong in deze film is niet bekend, daar de film zich in een andere continuïteit afspeelt dan de Showa-filmreeks.
Minilla stond vermoedelijk model voor het personage Godzooky uit The Godzilla Power Hour.

### Media

#### Filmografie
- Son of Godzilla
- Destroy All Monsters
- All Monsters Attack
- Godzilla vs. Gigan (via oud beeldmateriaal)
- Go! Greenman (televisieserie)
- Godzilla: Final Wars

## Moguera
Moguera (モゲラ, Mogera) is een kolossale robot.

### Moguera I (The Mysterians)

#### Oorsprong
Hij deed voor het eerst mee in de film The Mysterians, waar hij al wapen werd gebruikt door een buitenaards ras. De robot werd uiteindelijk vernield door het leger.

#### Afmetingen
- Hoogte: 50 meter
- Gewicht: 50.000 ton

#### Media
Deze versie van Moguera komt voor in de volgende films:
- The Mysterians (1957)
- Godzilla Island (1997) televisieserie

en in de volgende videospellen:
- Godzilla: Monster of Monsters

### Moguera II (Heisei Serie)

#### Oorsprong
Een nieuwe Moguera verscheen in de film Godzilla vs. SpaceGodzilla. Deze Moguera was gebouwd door de Verenigde Naties als de ultieme anti-kaiju robot. Hij kon opsplitsen in twee afzonderlijke machines genaamd Land Moguera en Star Falcon. Moguera werd de ruimte ingestuurd om SpaceGodzilla te onderscheppen, maar die bleek te sterk voor de robot. De beschadigde Moguera wist toch terug te vliegen naar de aarde, waar hij werd hersteld en samen met Godzilla opnieuw de confrontatie met SpaceGodzilla aanging. In dit gevecht vernietigde hij SpaceGodzilla’s schouderkristallen zodat die geen energie meer kon opnemen. De woedende SpaceGodzilla verwoestte vervolgens de robot.

#### Afmetingen
- Hoogte: 120 meter
- Gewicht: 160.000 ton

#### Media
Deze versie van Moguera komt voor in de volgende films:
- Godzilla vs. SpaceGodzilla (1994)
- Godzilla Island (1997) televisieserie

Verder deed hij mee in de volgende videospellen:
- Godzilla: Save the Earth
- Godzilla: Unleashed
- Godzilla Unleashed: Double Smash

## MUTO
MUTO (afkorting voor Massive Unidentified Terrestrial Organism) zijn een ras van Kaiju uit de tweede Amerikaanse Godzilla-film. Van dit ras worden in de film twee exemplaren gezien: een mannelijke en een vrouwelijke. Beide komen uit eieren die vroeg in de film worden gevonden in een ingestorte mijn in de Filipijnen.
Beide MUTO’s hebben rood-zwart gekleurde lichamen, rode ogen, en een driehoekvormige kaak. De vrouwelijke MUTO is de grootste van de twee; net iets kleiner dan Godzilla. Zij heeft acht poten. De mannelijke MUTO is beduidend kleiner en heeft maar zes poten, maar heeft in tegenstelling tot de vrouwelijke MUTO vleugels. Beide kunnen elektromagnetische pulsen creëren met hun klauwen en zo elektronica en voertuigen uitschakelen.
MUTO zijn parasieten die zich voeden met radioactieve energie. De mannelijke MUTO valt om deze reden onder andere een Japanse kerncentrale aan, alwaar hij zich verpopt  en in een cocon 15 jaar lang leeft van de straling van deze centrale. Wanneer ook de vrouwelijke MUTO uit haar ei komt, komt de mannelijke MUTO uit zijn cocon en zoekt haar op om te paren. Ze maken een nest in San Francisco en stelen een kernbom van het Amerikaanse leger als voedselbron voor hun eieren. Het leger lokt Godzilla ook naar San Francisco, alwaar hij beide MUTO’s  bevecht. Hij doodt eerst de mannelijke MUTO door hem tegen een gebouw te smijten. Het leger verwoest ondertussen de eieren, waarna de vrouwelijke MUTO bijna alle soldaten doodt. De vrouwelijke MUTO komt aan haar einde wanneer Godzilla zijn atoomstraal rechtstreeks in haar bek afvuurt, waardoor ze van binnenuit ontploft. In de film Godzilla 2: King of the Monsters waren in een cameo ook beelden te zien van MUTO's en in die film kwam er via oud beeldmateriaal ook een MUTO 3 voor.

### Filmografie
- Godzilla
- Godzilla 2: King of the Monsters (via oud beeldmateriaal)

## Oodako
Oodako (大ダコ) deed zijn intrede in de film King Kong vs. Godzilla. In de film kwam hij uit het water om het bessensap van de inwoners van Faroeiland te drinken. Toen King Kong aankwam vochten de twee maar King Kong overwon van de octopus en Oodako ging terug naar het water.
Oodako was origineel niet in Frankenstein Conquers the World, maar de Amerikaanse coproducenten vroegen of Toho een nieuw einde met een octopus kon filmen. Toho deed dit en op het einde van de film zou Frankenstein gedood worden door Oodako.
Oodako’s derde en laatste filmoptreden was in War of the Gargantuas, waar hij vocht met Gaira om een scheepsbemanning. Hij verloor en trok zich terug.
Oodako stond ook gepland voor All Monsters Attack en Godzilla: Final Wars maar werd voor onbekende redenen niet gebruikt.

### Media

#### Filmografie
- King Kong vs. Godzilla
- Frankenstein Conquers the World
- War of the Gargantuas

## Ookondoru
Ookondoru (大コンドル) komt voor in de film Godzilla vs. the Sea Monster. Hierin vecht hij met Godzilla die hem prompt verbrandt.
Ookondoru had een cameo in All Monsters Attack. In deze film wordt hij een arend genoemd maar verschijnt alleen via oud beeldmateriaal. 

### Media

#### Filmografie
- Godzilla vs. the Sea Monster
- All Monsters Attack (via oud beeldmateriaal)

## Oonezumi
Oonezumi (大ネズミ) komt voor in de film Latitude Zero.

### Media

#### Filmografie
- Latitude Zero

## Ootokage
Ootokage (大トカゲ) komt voor in de film King Kong vs. Godzilla.

### Media

#### Filmografie
- King Kong vs. Godzilla

## Ooumihebi
Ooumihebi (大ウミヘビ) komt voor in de film King Kong Escapes.

### Media

#### Filmografie
- King Kong Escapes

## Orga
Orga (オルガ, Oruga) is een buitenaardse Kaiju die meedeed in de film Godzilla 2000: Millennium.
Orga begon als een ruimteschip dat gevonden werd op de bodem van de zee. Dit schip was in de prehistorie neergestort op aarde. Aan boord van dit schip bevond zich een wezen (of collectief van wezens) genaamd de Millennian. De Milennian absorbeerde wat van Godzilla’s lichaamscellen en regenererende kracht, en transformeerde zo in de monsterlijke Orga.
Orga was een sterke vechter die zelfs voor Godzilla een uitdaging vormde. Hij gebruikte vooral zijn massieve klauwen als wapens, en kon een energiestraal afvuren. Verder kon hij ver en hoog springen. Door zijn geabsorbeerde Godzilla-DNA kon hij net als Godzilla razendsnel genezen van verwondingen. Godzilla versloeg Orga uiteindelijk door hem van binnenuit op te blazen.
De naam "Orga" wordt in de film zelf nooit gebruikt; ze is waarschijnlijk afgeleid van de substantie die Godzilla onverwoestbaar maakt en die de Millenian aan hem onttrok, de z.g. "Organizer-G".
Orga deed ook mee in de spellen Godzilla: Destroy All Monsters Melee en Godzilla: Save the Earth.

### Media

#### Filmografie
- Godzilla 2000: Millennium
- Godzilla: Planet of Monsters(Via oud beeldmateriaal)

#### Computerspellen
- Godzilla: Destroy All Monsters Melee
- Godzilla: Save the Earth

## Sanda
Sanda (サンダ) komt voor in de film War of the Gargantuas. Hij verschijnt om zijn broer te redden van het leger maar vecht met hem in de finale. Sanda werd gedood door een onderwater vulkaan.

### Media

#### Filmografie
- War of the Gargantuas
- Go! Godman (televisieserie)
- Go! Greenman (televisieserie)

## Shockirus
Shockirus (ショッキラス) komt voor in de film The Return of Godzilla.

### Media

#### Filmografie
- The Return of Godzilla

## SpaceGodzilla
SpaceGodzilla (スペースゴジラ, SupēsuGojira) is een buitenaardse kloon van Godzilla, die meedeed in de film Godzilla vs. SpaceGodzilla.
Over SpaceGodzilla’s oorsprong doen meerdere theorieën de ronde. Een veel gehoorde is dat hij zou zijn ontstaan uit de sporen die door Biollante de ruimte in werden geschoten. Een andere theorie is dat Mothra wat lichaamscellen van Godzilla mee de ruimte innam aan het eind van Godzilla vs. Mothra. Geen van deze theorieën is officieel bevestigd door Toho.
SpaceGodzilla was in feite een Godzilla met overal op zijn lichaam kristallen. Hij kon deze kristallen vanuit het niets doen ontstaan. Zo sloot hij Godzilla Junior op in een kristallen kooi, en veranderde het gehele centrum van Fukuoka in een kristallen fort. Via deze kristallen kon hij energie uit zijn omgeving absorberen om zichzelf sterker te maken.
SpaceGodzilla beschikte over dezelfde krachten en vaardigheden als de echte Godzilla. Hij vocht met zowel Godzilla als Moguera, en kon beide makkelijk aan. Pas toen Moguera SpaceGodzilla’s schouderkristallen verwoestte zodat deze geen nieuwe energie meer kon absorberen, was Godzilla in staat SpaceGodzilla te verslaan.
SpaceGodzilla stond al langer op de planning, maar de plannen werden lange tijd uitgesteld. Zijn uiterlijk is gebaseerd op een alternatieve vorm voor Godzilla uit het spel Super Godzilla.
SpaceGodzilla doet ook mee in de spellen Godzilla: Giant Monster March en Godzilla: Save the Earth.

### Media

#### Filmografie
- Godzilla vs. SpaceGodzilla
- Godzilla Island (televisieserie)

#### Computerspellen
- Godzilla: Giant Monster March
- Godzilla: Save the Earth

## Titanosaurus
Titanosaurus (チタノザウルス - Titanozaurusu) is een kaiju gebaseerd op een dinosaurus. Hij deed mee in de film Terror of Mechagodzilla. Zijn naam is afgeleid van een echte dinosaurus.
Titanosaurus werd voor het eerst gezien door wetenschappers toen die in de Stille Oceaan naar de wrakstukken van Mechagodzilla doken. Hij stond onder controle van de gestoorde wetenschapper Shinji Mafune. Mafune herbouwde ook Mechagodzilla als Mechagodzilla II, en gebruikte beide monsters als zijn wapens. Beide monsters werden uiteindelijk verslagen door Godzilla.
Titanosaurus heeft nadien niet meer in een Godzilla film gespeeld, uitgezonderd van een cameo in de opening van Godzilla: Final Wars. Wel doet hij mee in het spel Godzilla: Unleashed.

### Media

#### Filmografie
- Terror of Mechagodzilla
- Godzilla: Final Wars (via oud beeldmateriaal)

#### Computerspellen
- Godzilla: Unleashed

## Utsuno Ikusagami
Utsuno Ikusagami (ウツノイクサガミ) komt voor in de film Yamato Takeru.

### Media

#### Filmografie
- Yamato Takeru

## Varan
Varan (バラン - Baran) is een kaiju die voor het eerst meedeed in de film Varan the Unbelievable. Hoewel hij een van de minst populaire Kaiju uit Toho’s films is, heeft hij toch een kleine schare fans. Fysiek lijkt Varan het meest op een zeeleguaan, met tussen zijn voor- en achterpoten een vlieghuid zoals een vliegende eekhoorn dat heeft.
In zijn eigen film werd Varan vereerd door een inheemse stam. Na te zijn gestoord door een expeditiecrew, viel Varan Tokio aan en verwoestte bijna de gehele stad. Aan het eind van de film werd hij gedood door speciale explosieven.
Varan deed zijn intrede in de Godzillafilms in Destroy All Monsters. Hij is een van de Kaiju die leeft op Monsterland en heeft een kleine rol in de Kilaak-invasie. Hij, Manda en Baragon doen ook niet mee in de strijd tegen King Ghidorah.
Naast deze film had Varan enkel een cameo in Godzilla: Final Wars. Varan stond wel gepland voor de films Godzilla vs. Gigan en Godzilla, Mothra and King Ghidorah: Giant Monsters All-Out Attack, maar beide keren werd hij uit het script geschreven.
Varan doet mee in de spellen Godzilla: Monster of Monsters, Monster King Godzilla en Godzilla: Unleashed.

### Media

#### Filmografie
- Varan the Unbelievable
- Destroy All Monsters
- Godzilla: Final Wars (via oud beeldmateriaal)

#### Computerspellen
- Godzilla: Monster of Monsters
- Monster King Godzilla
- Godzilla: Unleashed

## Yamata no Orochi
Yamata no Orochi (ヤマタノオロチ, Yamata no Orochi) is een Japanse draak.
Yamata no Orochi maakte zijn debuut in The Birth of Japan.
Yamata no Orochi deed zijn intrede in Yamato Takeru.

### Media

#### Filmografie
- The Birth of Japan
- Yamato Takeru

## Zilla
Zilla (ジラ, Jira) maakte zijn debuut in Godzilla (1998) waarin hij een kolossale leguaan is. Hij vernietigt New York en legt daar zijn eieren. Zijn nest en hij worden opgeblazen door het Amerikaanse leger.
Zilla deed zijn intrede in de Godzillafilms in Godzilla: Final Wars. In deze film is hij onder de controle van de Xillians, die hem sturen naar Sydney. In de stad wordt hij gedood door Godzilla in het kortste gevecht van heel de franchise.

### Media

#### Filmografie
- Godzilla (1998)
- Godzilla: The Series (televisieserie)
- Godzilla: Final Wars

#### Computerspellen
- Godzilla Trading Battle